# Stryper
Gli Stryper sono un gruppo musicale heavy metal statunitense, formatosi a Orange County, California nel 1982.
La musica della band trae ispirazione da gruppi come Scorpions, Judas Priest, Van Halen, Cheap Trick, Aerosmith e Queen. Gli Stryper sono ricordati da molti come gli iniziatori del christian metal, per via delle loro liriche inneggianti al Cristianesimo, ma soprattutto per essere stato il primo gruppo christian metal ad aver guadagnato un enorme successo ed il primo ad essere trasmesso su MTV. Questo attribuisce loro il merito di aver diffuso per primi il culto dell'heavy metal cristiano a livello mondiale, e quindi di essere i capostipiti di questa corrente tematica-musicale.
Il gruppo guadagnò una certa notorietà durante tutti gli anni ottanta fino al loro declino e scioglimento nel 1993. La band si è poi riformata nel 2000, pubblicando una serie di album a partire da Reborn nel 2005 fino a giungere al più recente "When We Were Kings" del 2024.

## Storia

### Le origini
La band si formò per un'iniziativa dei fratelli Michael e Robert Sweet. La loro famiglia iniziò a convertirsi alla religione cristiana quando i due erano ragazzini (Michael aveva 12 anni mentre Robert ne aveva 15) vedendo in TV il telepredicatore Jimmy Swaggart, molto famoso negli Stati Uniti per le sue critiche alla musica rock e per le sue controverse dichiarazioni sull'omosessualità.
I due fratelli iniziarono a suonare intorno al 1979, formando un gruppo chiamato Roxx. La prima formazione vedeva, oltre a Michael alla chitarra e alla voce e Robert alla batteria, Eric Johnson al basso; dopo qualche tempo si aggiunse anche il secondo chitarrista Richard Oderbagen, che però rimase solo per qualche concerto. Nel 1980 la band modificò il proprio nome in Roxx Regime, e nel 1982 entrarono nel gruppo Scott Lane alla chitarra e John Voorhes al basso. Con questa formazione la band registrò l'anno seguente una prima demo, prima di attraversare un periodo di difficoltà in cui avvenne una separazione e i fratelli Sweet, rimasti gli unici membri del gruppo, si misero alla ricerca di nuovi membri. Il nuovo chitarrista C.C. DeVille rimase nel gruppo un solo mese, prima di abbandonare e diventare famoso poi per la sua carriera nei Poison. La formazione fu finalmente completata con l'arrivo del bassista Tim Gaines e del chitarrista Oz Fox.

### Il cambio di nome ed il successo

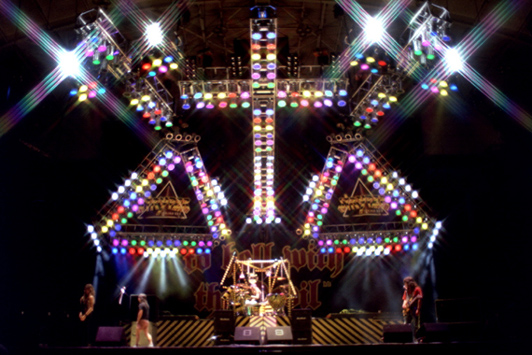
Gli Stryper dal vivo nel 1986

Il cambiamento a Stryper avvenne nel 1983, quando Fox raggiunse la band. Il bassista Tim Gaines, nativo di Portland, aveva già militato nella band White Lace, Yankee Rose e Stormer prima di raggiungere la band nell'agosto 1983. Adottarono il numero 777, il numero di Dio e della perfezione, in opposizione al 666, il numero di Satana, oltre ad adottare un abbigliamento composto da vestiti nei colori giallo e nero. Firmarono per la Enigma Records e nel 1984 pubblicarono l'EP The Yellow and Black Attack. Durante questo periodo, gli Stryper suonarono da spalla ai Ratt e Bon Jovi. Dopo un anno pubblicano il primo full-length Soldiers Under Command che riuscì a vendere mezzo milione di copie. Dopo l'inaspettato successo di questo, la Enigma ristampò l'EP The Yellow and Black Attack (che in precedenza era stato diffuso con una tiratura di sole ventimila copie) con l'aggiunta di due tracce e con una nuova copertina.
Gaines abbandonò il gruppo, probabilmente per problemi con l'alcol. Venne sostituito da Matt Hurich, che aveva lasciato i Leatherwolf per entrare nella band, ma Gaines venne nuovamente invitato a rientrare dopo quattro mesi di assenza, e Hurich quindi tornò nella sua band d'origine. Gaines appare nella copertina di To Hell with the Devil (1986) ma non partecipò alle registrazioni dell'album. Le tracce nell'album vennero registrate dai bassisti Matt Hurich e Bradford Cobb. Il disco proiettò la band sulle strade del successo e guadagnò il platino dopo tre mesi nella classifica di Billboard, vendendo oltre due milioni di copie. Divenne il disco più popolare della band, e ricevette molti consensi dalla Contemporary Christian Music (CCM). Calling On You, Free e Honestly ottennero molta popolararità su MTV nel 1987. Inoltre furono anche la prima christian metal band a comparire su MTV e i primi a diffondere concretamente il culto dell'heavy metal cristiano. Il To Hell with the Devil Tour ebbe un enorme successo, e terminò il giorno dopo Natale del 1986. La band suonò anche uno show di successo al Hammersmith Odeon di Londra il 30 maggio 1987. Il quarto album, In God We Trust, venne pubblicato nel 1988 per la Enigma, e guadagnò presto il disco d'oro, mentre il brano Always There for You conquistò una buona posizione nelle classifiche statunitensi. Le sonorità erano ora più orientate sulla melodia tipica dell'AOR e del hair/pop metal rispetto ai lavori precedenti, e molti critici e fans biasimarono l'album per essere troppo commerciale. Inoltre l'immagine della band era ulteriormente indirizzata sul tipico look hair metal, e anche questo diventò motivo di dibattito. Tim Gaines non partecipò all'album In God We Trust, sostituito temporaneamente da Brad Cobb, ma raggiunse nuovamente la band in seguito.
Oz Fox partecipò anche all'album First Watch della christian metal band Guardian, nel 1989. L'ultimo album fu Against the Law, edito nel 1990 per la Enigma. Il disco conteneva la reinterpretazione Shining Star dei Earth, Wind & Fire. A questo partecipò come special guest anche Jeff Scott Soto (ex Yngwie Malmsteen). L'album contribuì al declino della band a causa del cambio di immagine e sonorità. Abbandonarono le sonorità più morbide per indirizzarsi all'heavy metal di stampo tradizionale, oltre a non citare riferimenti al cristianesimo, e abbandonando il vecchio look composto da abiti gialli e neri a favore di indumenti di pelle nera. Questa scelta venne fortemente criticata e l'album ebbe scarsi consensi. L'anno seguente la Hollywood Records pubblica la raccolta Can't Stop the Rock contenente due tracce inedite.

### Lo scioglimento ed i progetti dei singoli membri
La band continuò i tour fino al febbraio 1992, quando il frontman Michael Sweet abbandonò il progetto per intraprendere la carriera solista, e pubblicando nello stesso anno il debutto Unstryped. Gli Stryper continuarono come trio per diverse date europee con Oz Fox alla voce. Ma una volta tornati negli Stati Uniti, i membri decisero di prendere strade separate e sciogliere definitivamente il gruppo nel 1993.
Dopo lo scioglimento, Michael Sweet si dedicò alla carriera solista a tempo pieno pubblicando l'album Tears nel 1995 in collaborazione con l'ex Blue Tears, Greg Fulkerson. Tim Gaines lavorerà in successione con molti gruppi come i No Stranger, Danger Animal e Inertia e nel 1994 collaborò con il chitarrista Rex Carroll nei St. James (gruppo fondato dall'ex frontman dei Black 'N Blue, Jaime St. James).
Robert Sweet ritornò in scena nel 1997 collaborando con la heavy metal band di Las Vegas, Titanic, con cui partecipò a due tracce di una loro demo e ad un loro concerto. Poi fondò una nuova band chiamata Blank, con il cantante dei Titanic, Simon K. Tyler, ed il bassista Raymond H. Kilsdonk. Fox e Gaines lavorarono per la loro nuova band, i Sin Dizzy, e nel 1997 Gaines partecipò all'album Crawl To China dei Tourniquet. L'album dei Sin Dizzy He's Not Dead emerse nel 1998. La christian metal band Guardian realizzò l'album The Yellow And Black Attack in omaggio agli Stryper.

### Dalla Reunion in poi
Le prime voci sulla riunione avvennero nel 1999, quando Michael Sweet e la band Sin Dizzy vennero invitati al Summer Rock Festival di Porto Rico; durante il concerto, Sweet raggiunse Oz Fox e Tim Gaines suonando diversi vecchi successi degli Stryper. Gli Stryper si riunirono ufficialmente nel 2000 dopo otto anni di assenza, in occasione di uno show in New Jersey, esibizione che ottenne un ottimo successo. Lo stesso anno un concerto venne organizzato in Costa Rica mentre l'anno successivo suonarono a Los Angeles.
La Hollywood Records chiese ai membri di poter pubblicare una nuova raccolta che sarà intitolata 7: The Best of Stryper e che conteneva altre due tracce inedite Something e For You. Seguì un tour di supporto nel 2003. La band suonò 36 show negli Stati Uniti e terminò il tour a San Juan, in Porto Rico. Nello stesso anno venne pubblicato il live album, 7 Weeks: Live in America, 2003, mentre il concerto a Puerto Rico venne pubblicato su DVD. Lo show a Puerto Rico fu l'ultimo con la formazione originale, infatti il bassista Gaines lasciò la band nel 2004. A sostituirlo venne chiamato Tracy Ferrie, bassista del progetto solista di Michael Sweet ed ex bassista della christian hair metal band Whitecross. Poco dopo gli Stryper decisero finalmente di tornare in studio per la registrazione del loro sesto album in studio dopo quindici anni. Il disco, intitolato Reborn venne pubblicato il 16 agosto 2005, accompagnato da un tour di supporto. Il nuovo album ricevette critiche positive dai fans e dalla critica. Incorporando sonorità moderne alternate all'alternative metal e grunge, frequenti assoli di chitarra e il ritorno ai testi cristiani. L'anno seguente la Sony/BMG pubblica il live album Extended Versions mentre nel 2007 la Fifty Three Five Records pubblica la raccolta The Roxx Regime Demos contenente le prime demo della band registrate nel 1983 quando era ancora sotto il nome Roxx Regime. Il 21 luglio 2009 pubblicano il settimo album in studio Murder by Pride. Ottiene ottimi responsi da parte della critica e segna il ritorno in grande stile della band, dopo il tiepido Reborn. Il 19 gennaio 2010 si è svolto il loro primo concerto in Italia, tenuto all'Alcatraz di Milano. Il 13 luglio 2010 la band annunciò l'uscita di un album, che sarebbe stato pubblicato il 15 febbraio 2011: The Covering conteneva una sola canzone inedita (God) e fu una collezione di dodici canzoni di band che avevano influenzato gli Stryper e che prima della notorietà li avevano influenzati e "formati" (sono presenti tracce di Van Halen, Led Zeppelin, Iron Maiden e altri artisti molto noti).
La band firmò un accordo con l'italiana Frontiers Records e rilasciò Second Coming  il 25 marzo 2013.  l'album presentava canzoni classiche riregistrate e due nuove canzoni.
L'album fu acclamato dalla critica mondiale che sancì un ritorno al loro classic sound fu però il disco No More Hell to Pay,  completato il 29 maggio 2013 e rilasciato il 5 novembre, via Frontiers Records. Il live album Live at Whiskey presentato in combo CD/DVD (registrato al Whisky A Go Go di L.A), fu pubblicato nel settembre 2014. Fallen), nuovo disco della band fu pubblicato nel 2015.
Nel settembre 2016, il frontman Michael Sweet annunciò che la band si sarebbe presa una pausa per sapere che direzione prendere in futuro visto anche diverse controversie e problemi personali con il loro bassista storico Timothy Gaines. La pausa iniziò subito dopo aver completato il tour del 30 ° anniversario dello storico album multiplatino del 1986 To Hell With Devil. Gli Stryper dopo lo split con Gaines avviarono la ricerca di un sostituto al basso e alla fine la scelta ricadde su Perry Richardson.
Il 5 febbraio 2018, Michael Sweet annunciò il successivo album del gruppo dal titolo God Damn Evil e che non mancò di destare controversie a causa del titolo (la stessa Walmart si rifiuto di vendere l'album)., Il 9 febbraio, la band pubblicò "Take it to the Cross" come singolo per l'album con Matt Bachand della band Shadows Fall ad operare inusuali (per gli stryper) parti vocali di growl. Il 4 settembre 2020 esce ancora una volta per la Frontiers Records "Even The Devil Believes", album che si riconferma sulla scia dei precedenti con un approccio stilistico ancora più vicino ai classici della band, il brano "Invitation Only" venne scritto nel 1989 e mai pubblicato finora. Gli altri singoli estratti sono "Blood From Above", "Make Love Great Again" e "Do Unto Others".

## Nome
Il nome "Stryper" deriva da un verso della Bibbia di re Giacomo (Isaiah 53:5:)
«...but he was wounded for our transgressions, he was bruised for our iniquities: the chastisement of our peace was upon him; and with his stripes we are healed.»
Inoltre la band ha dichiarato che il nome sta per:
- Salvation
- Through
- Redemption,
- Yielding
- Peace,
- Encouragement,
- Righteousness."[senza fonte]

## Aspetti dibattuti e controversie
Nonostante la loro musica dalle tematiche cristiane e i loro atteggiamenti tutt'altro che trasgressivi, gli Stryper hanno subito molte critiche dalle stesse organizzazioni religiose, le quali li definiscono incoerenti con la fede che professano. Tra le principali obiezioni:
- Molte di esse hanno contestato la loro collaborazione con l'industria heavy metal, da loro vista come produttrice di gruppi "satanisti"[7].
- Altre hanno invece definito il loro travestimento non conforme alla fede in cui la band crede. Infatti, secondo le leggende medievali, i colori dei loro vestiti (il giallo e il nero) fanno parte dell'aspetto del Demonio; il giallo indica la quarantena mentre il nero la morte[8].
- Lo stesso Jimmy Swaggart, figura ammirata dai fratelli Sweet, ha contestato la loro scelta di distribuire i libri biblici durante i loro concerti, definendola una strategia per fare solamente denaro[4].
- Altre accuse mosse nei loro confronti riguardano le scelte del gruppo nel partecipare a tournée con i W.A.S.P. ed i White Lion (gruppi che hanno avuto molti problemi con la censura americana), e venne criticata anche la copertina dell'album To Hell with the Devil, per via del fatto che i membri, piuttosto che maledire il diavolo, inneggiarono il pubblico a seguirlo.
- Non solo i gruppi religiosi ma anche alcuni musicisti criticarono gli Stryper. Glenn Danzig, ad esempio, oltre a considerarli un gruppo di perdenti in cerca di denaro, li definì contraddittori in quanto il numero 777 da loro adottato per rispondere al numero della Bestia è anche il titolo di un libro di Aleister Crowley, pensatore britannico malvisto dai cristiani[9].

In svariate interviste, il gruppo ha sempre risposto ai detrattori sostenendo di proseguire fedelmente per la propria strada e seguendo la volontà di Dio.

## Formazione

### Formazione attuale
- Michael Sweet - voce, chitarra, tastiere (1982-1992, 1999–2001, 2003-presente)
- Oz Fox - chitarra (1982-1993, 1999–2001, 2003-presente), cori (1982-1992, 1999-2001, 2003-presente), voce (1992-1993)
- Perry Richardson - basso (2017-presente)
- Robert Sweet - batteria (1982-1993, 1999–2001, 2003-presente)

### Ex componenti
- Eric Johnson – basso, cori (1982)
- John Voorhees – basso, cori (1983)
- Matt Hurich - basso (1986)
- Tim Gaines - basso, cori, tastiere (1982-1986, 1986-1988, 1990–1993, 1999–2001, 2003-2004, 2010-2017)
- Tracy Ferrie – basso, cori (2004–2010)
- Scott Lane – chitarra, cori (1983)

## Discografia

### Album in studio
- 1985 – Soldiers Under Command
- 1986 – To Hell with the Devil
- 1988 – In God We Trust
- 1990 – Against the Law
- 2005 – Reborn
- 2009 – Murder by Pride
- 2011 – The Covering
- 2013 – Second Coming
- 2013 – No More Hell to Pay
- 2015 – Fallen
- 2018 – God Damn Evil
- 2020 – Even the Devil Believes
- 2022 – The Final Battle
- 2024 – When We Were Kings

### EP
- 1984 – The Yellow and Black Attack

### Live
- 2004 – 7 Weeks: Live in America, 2003
- 2006 – Extended Versions
- 2014 – Live at the Whisky

### Raccolte
- 1991 – Can't Stop the Rock
- 2003 – 7: The Best of Stryper
- 2007 – The Roxx Regime Demos

### Singoli
- 1985 – Calling on You
- 1985 – Reach Out
- 1985 – Reach Out / Together as One
- 1985 – Reach Out/First Love
- 1985 – Together as One
- 1985 – Winter Wonderland
- 1985 – Reason for the Season
- 1986 – Free/Calling on You
- 1987 – Honestly
- 1987 – Stryper Radio Interview
- 1988 – I Believe in You
- 1988 – I Believe in You/Together Forever
- 1988 – Keep the Fire Burning/The World of You and I
- 1988 – The Reign
- 1990 – Shining Star

## Videografia
- 1986 – Live in Japan
- 1988 – In The Beginning
- 2006 – Greatest Hits: Live In Puerto Rico